# Joliet Prison

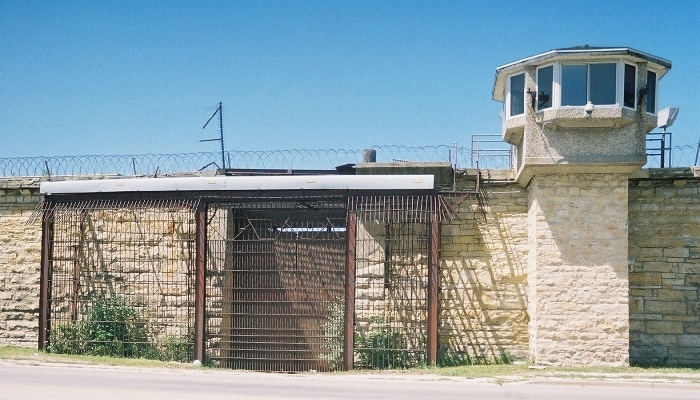
Oostpoort van de gevangenis

Joliet Prison was een Amerikaanse gevangenis in Joliet (Illinois), die in gebruik was vanaf 1858 tot 2002. Het eerste seizoen van de serie Prison Break werd in deze gevangenis opgenomen.
In de film The Blues Brothers zit "Joliet Jake" gevangen in de gevangenis in Joliet. Percy's Song van Bob Dylan verhaalt "man slaughter in the highest of degree" als penalty voor een auto-ongeluk waar een vriend zou zijn betrokken met 99 years in Joliet Prison Illinois.
Opvolger van Joliet Prison zou in 1924 het Stateville Correctional Center worden.

Zuidelijke kant gevangenis